# Commutatrice
Une commutatrice est une machine électrique tournante qui permet de convertir un courant électrique continu en courant électrique alternatif, et inversement. Elle a un meilleur rendement qu'un groupe convertisseur et elle est moins coûteuse, mais elle est moins souple d'emploi car la tension de sortie en courant continu est liée à celle du courant alternatif.

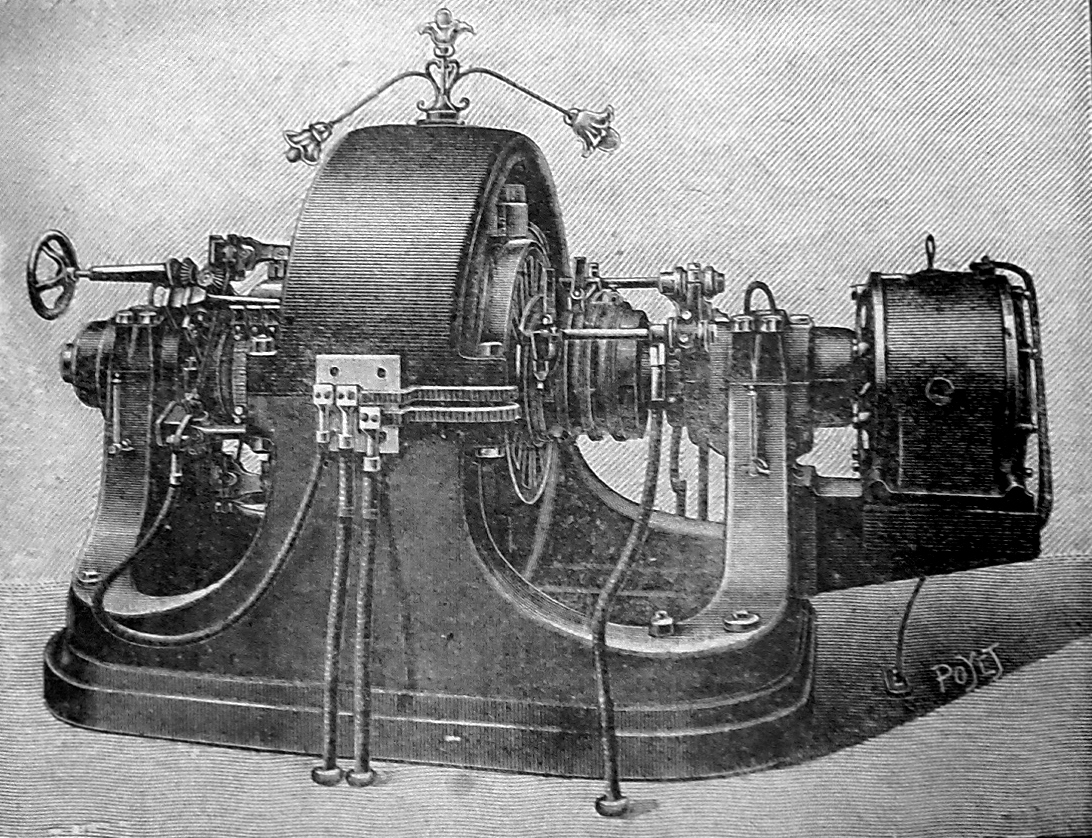
Commutatrice Westinghouse fin XIXe siècle

## Description[1]
Elle est constituée d'un stator inducteur alimenté en courant continu et d'un rotor qui porte un bobinage induit qui est d'un côté relié par des bagues au réseau alternatif, et de l'autre au réseau à courant continu par un collecteur du même type que celui d'une machine à courant continu. Côté alternatif, elle fonctionne en mode synchrone. Le nombre de paires de pôles magnétiques est lié à la fréquence du réseau alternatif et à la vitesse de rotation.
Vitesse en tr/min  = fréquence en Hz X 60 et divisé par N, nombre de paires de pôles.
Ainsi, une commutatrice alimentée par un réseau à 50 Hz, et tournant à 1 500 tr/min devra comporter 2 paires de pôles.
Isolée du réseau alternatif, la machine fonctionne comme une machine à courant continu en dérivation. Isolée du réseau à courant continu, elle se comporte comme une machine synchrone montée à l'envers : c'est le rotor qui est l'induit, alors que sur un alternateur ou un moteur synchrone, c'est généralement le stator qui est l'induit et le rotor l'inducteur alimenté en courant continu.

## Caractéristiques
La tension en courant continu est, à vide, égale à 1,633 X la tension efficace du réseau alternatif s'il est triphasé.
En pleine charge, le rendement est très bon. Le rapport du courant continu sur le courant alternatif efficace triphasé est de 1,06, à cos φ = 1.
En fonctionnement normal, si la tension continue augmente du fait d'autres systèmes d'alimentation du réseau à courant continu, la machine effectue le transfert inverse et transforme le courant continu en courant alternatif.

## Utilisation
Les commutatrices, qui ont été remplacées par des convertisseurs statiques à vapeur de mercure puis à semi conducteurs, étaient surtout utilisées pour alimenter les lignes de chemin de fer ou de trolleybus qui fonctionnaient en courant continu.
Lors de son inauguration en 1900, le métro de Paris fonctionnait en 600 volts CC. Beaucoup de trains de banlieue fonctionnent en 750 volts CC, et les lignes les plus anciennement électrifiées de la SNCF (exemple Paris Bordeaux) sont encore en 1500 volts CC.

## Exemple
Le Musée de la RATP installé dans l'ancienne sous-station de Daumesnil, transformée en musée, présente le système d'alimentation qui était utilisé dans la sous-station de Barbès. Il comporte un transformateur triphasé qui fournissait un courant alternatif triphasé basse tension ajustable autour de 375 volts, à partir du courant triphasé à 10 500 volts fourni par les compagnies de production d'électricité. Le 375 volts alimentait une commutatrice qui tournait à 500 tours par minute, c'est-à-dire avec six paires de pôles, qui pouvait commuter une puissance totale de 1 500 kW suivant sa plaque signalétique.
Il existait des commutatrices pouvant fournir 3000 kW en 1 500 V, qui étaient encore utilisées par la SNCF sur la ligne Paris Orléans en 1965.
La vitesse de rotation était assez lente pour limiter l'usure du collecteur. À cette époque, il y avait généralement plusieurs commutatrices implantées dans la même sous-station pour permettre la maintenance qui consistait surtout à réaléser le collecteur, à le polir, et à changer les balais.

## Démarrage
Si l'on dispose d'une source à courant continu, cas le plus probable en traction électrique, la machine est lancée comme un moteur à courant continu, avec des résistances en série pour éviter des courants trop élevés au démarrage, puis elle est couplée au réseau alternatif exactement comme un alternateur. Lorsque la machine  a atteint sa vitesse nominale et que la tension alternative est en phase avec celle du réseau alternatif, l'opérateur effectue le raccordement.
On peut lancer la machine par le réseau alternatif lorsque le stator est équipé d'une cage d'écureuil qui permet le fonctionnement en mode asynchrone. Lorsque la machine est à sa vitesse quasi nominale on excite le stator et la machine passe en mode synchrone. On doit vérifier que la polarisation côté continu est la bonne avant d'effectuer le couplage, car il y a une incertitude d'une demi période à l'accrochage, ce qui peut provoquer l'inversion côté courant continu. En cas d'inversion, l'opérateur repasse en mode asynchrone puis à nouveau en mode synchrone.